# Georg Sporleder
Georg Sporleder (* 2. Oktober 1877 in Güstrow; † 13. Juni 1959 in Oberkassel (Düsseldorf)) war ein deutscher Rechtsanwalt und Kommunalpolitiker.

## Leben
Ab 1896 studierte Sporleder an der Universität Rostock Rechtswissenschaft. Wie sein älterer Bruder Werner Sporleder wurde er im Corps Visigothia aktiv. 1898 wurde er auch Mitglied des Corps Guestphalia Jena. Das Referendarexamen bestand er 1899 in Rostock. Von der Georg-August-Universität Göttingen wurde er 1900 zum Dr. iur. promoviert. Die Assessorprüfung bestand er 1905 am Oberlandesgericht Rostock. Von September 1913 bis September 1925 war er Oberbürgermeister von Herne. Während der Ruhrbesetzung ausgewiesen, ließ er sich als Rechtsanwalt in Düsseldorf nieder. 1946 wurde er  Bürgermeister in Oberkassel. Nachdem Oberkassel nach Düsseldorf eingemeindet wurde, war er wieder als Rechtsanwalt tätig. Er war der Wegbereiter zur Traditionserhaltung der vertriebenen ostdeutschen Corps durch Einführung von Traditions- und Patenschaftsverhältnissen im KSCV. Beigesetzt wurde er auf dem Friedhof Heerdt.
Verheiratet war Sporleder mit Cläre geb. Moosbach. Mit ihr hatte er einen Sohn und drei Töchter. Die am 23. Februar 1912 in Herne geborene Bildhauerin Leonore Gerber-Sporleder (gestorben 2006 in Meerbusch) war seine Tochter. Der Widerstandskämpfer und Pfarrer der Bekennenden Kirche Ulrich Sporleder (1911–1944) war ein Neffe.

## Ehrungen
- Ehrenmitglied des Corps Visigothia Rostock